# Amjad Ali
Amjad Ali, né vers 1950, est un homme politique fidjien.

## Biographie

### Preneur d'otage
Issu de la communauté indo-fidjienne, il « travaille pour les services du terminal » de l'aéroport international de Nadi, où il est syndiqué, lorsqu'a lieu le premier des coups d'État de 1987 aux Fidji, le colonel Sitiveni Rabuka renversant le gouvernement de centre-gauche du Premier ministre travailliste Timoci Bavadra le 14 mai et plaçant les ministres en détention. Le 19 mai, craignant pour sa sécurité dans le climat de violences anti-indiennes qui accompagnent le coup d'État, Amjad Ali monte à bord d'un avion Boeing 747 de la compagnie Air New Zealand (le vol TE24 (en) de Tokyo à Auckland en passant par Nadi), révèle qu'il a sur lui huit bâtons de dynamite et exige la libération des ministres détenus ainsi que l'asile politique pour lui-même en Nouvelle-Zélande — ou, selon une autre source, demande à être emmené en Libye. Il autorise les cent cinq passagers et les vingt-et-un membres d'équipage à quitter l'avion, gardant trois membres d'équipage en otages. Pendant six heures, il négocie par radio avec la compagnie, avant qu'un membre de l'équipage ne l'assomme d'un coup de bouteille de whisky sur la tête. C'est la première et unique tentative de détournement d'un avion d'Air New Zealand,,,.

### Député, ministre adjoint et otage
Remis à la police fidjienne, Amjad Ali est finalement condamné à une peine de prison avec sursis. Il est licencié de l'aéroport, et devient pêcheur. Il devient membre par la suite du Parti travailliste fidjien, et est élu député de la ville de Nadi, au scrutin ethnique indo-fidjien, aux élections législatives de 1999. Le nouveau Premier ministre travailliste Mahendra Chaudhry le nomme alors adjoint à la ministre du Tourisme, Adi Koila Nailatikau, dans son gouvernement,,.
Le gouvernement Chaudhry est renversé en mai 2000 par un nouveau coup d'État se déclarant anti-indien, mené par George Speight. Les ministres et députés du gouvernement destitué sont pris en otage, dont Amjad Ali. Ils sont relâchés au bout de cinquante-six jours, les autorités ayant négocié avec les preneurs d'otage,. Amjad Ali conserve son siège de député de Nadi aux élections législatives de 2001, remportées toutefois par la droite ethno-nationaliste autochtone de Laisenia Qarase. Il ne se représente pas à celles de 2006 ; son siège vacant est remporté par le candidat travailliste Gunasagaran Gounder (en), qui avait lui aussi été otage de George Speight.

### Suites
En 2009, après avoir alterné (via des vols d'Air New Zealand) entre vivre aux Fidji et en Nouvelle-Zélande où vit son épouse et où est né son fils, il obtient un titre de résident permanent en Nouvelle-Zélande. Il est sélectionné comme candidat pour l'Alliance populaire, nouveau parti fondé par Sitiveni Rabuka, l'auteur des coups d'État de 1987, pour les élections législatives de 2022, mais sa candidature est refusée par la Commission électorale car il est résident en Nouvelle-Zélande et non aux Fidji,,.